# 貝拉雙嬌

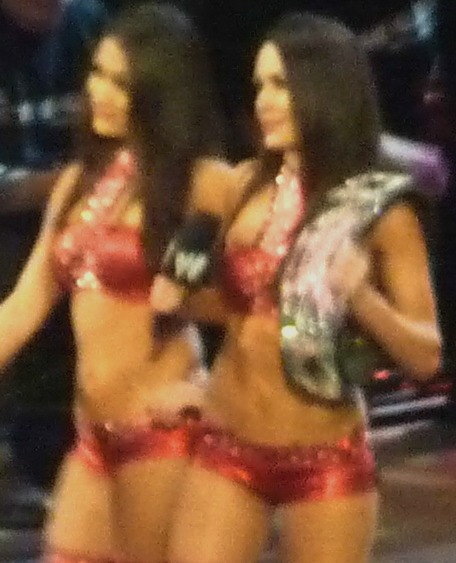
碧·貝拉、妮基·貝拉與WWE麗人冠軍腰帶

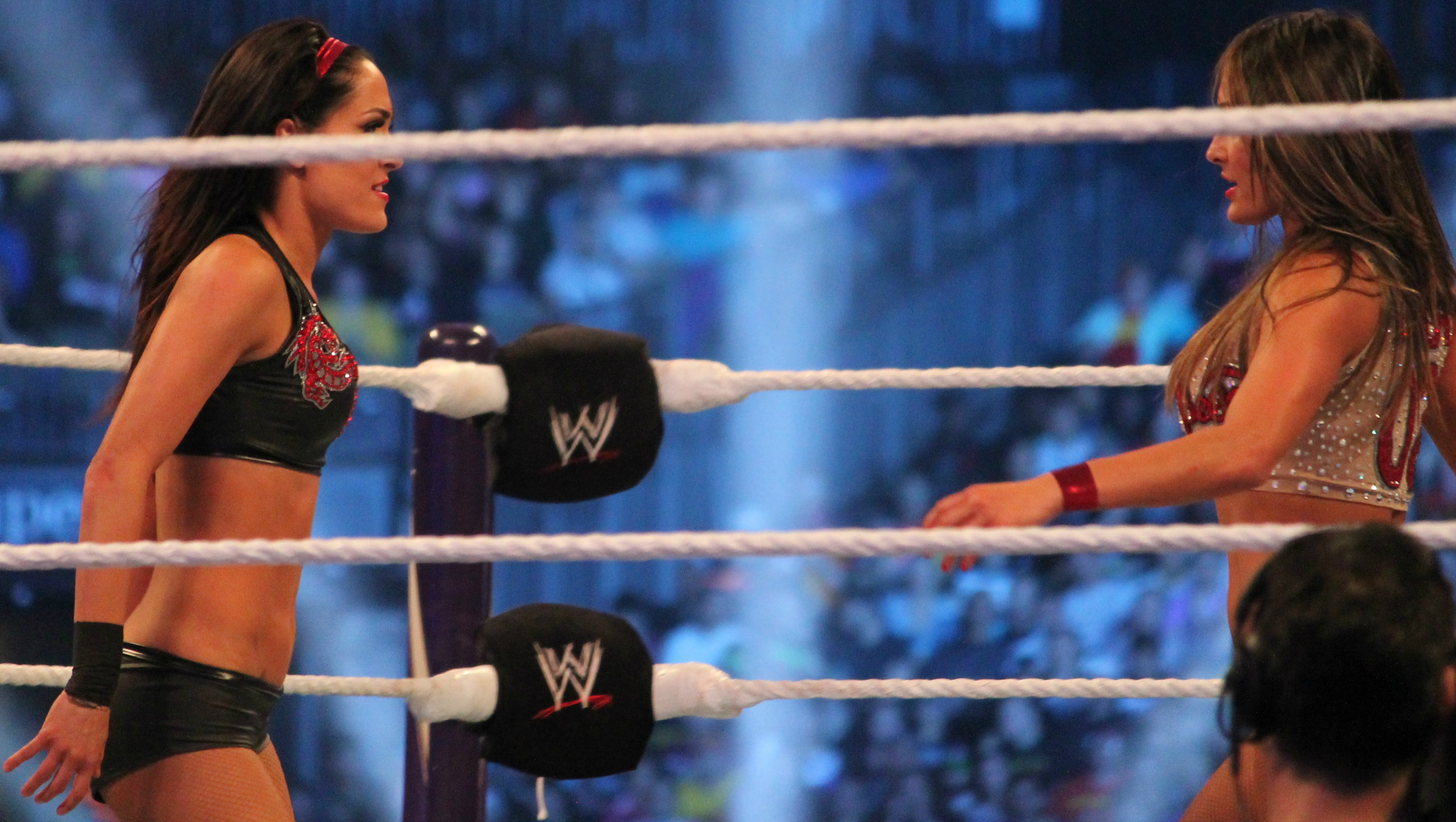
貝拉雙嬌於摔角狂熱XXX

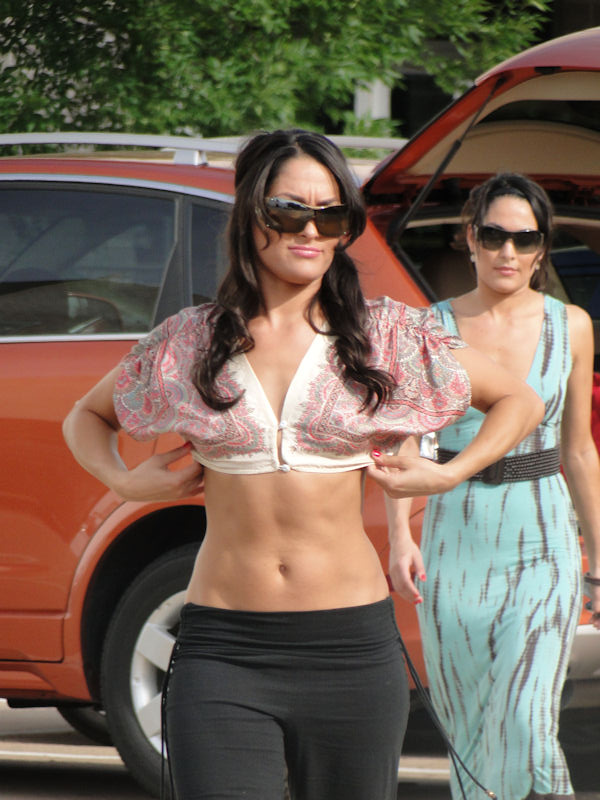
貝拉雙嬌

貝拉雙嬌（英語：The Bella Twins，1983年11月21日—）成立於2007年9月15日，是一個美國職業摔角團隊，效力於世界娛樂摔角旗下，主要於WWE 節目中活躍。貝拉雙嬌是由碧跟妮基兩個雙胞胎組成。
碧·貝拉（英語：Brie Bella），本名布蓮娜·加西亞-高拉斯（英語：Brianna Garcia-Colace）。妮基·貝拉（英語：Nikki Bella），本名妮可·加西亞-高拉斯（英語：Nicole Garcia-Colace）。
2016年4月3日，碧宣布在摔角狂熱32上的對戰將是她目前職業生涯的最後一場比賽，之後將引退。
2018年兩人宣布回歸。

## 摔角相關

### 雙人終結技
- 破壞者貝拉[6][7]（臉部坐擊（英语：Facebuster#Sitout facebuster））[1]
- 雙人魔術[1]（在干擾裁判的情況下做換手，通常是在使用破壞者貝拉或做小動作過後）

### 妮基終結技
- 妮基拷問攻擊[8][9]（背後落下攻擊（英语：Backbreaker#Canadian backbreaker rack））[10][11]

### 旗下經紀選手
- 克隆斯兄弟（英语：The Colóns） （卡莉·克隆斯（英语：Carly Colón）及艾迪·克隆斯（英语：Eddie Colón））[12][13]
- 約翰·莫里森[1]
- 米茲[1]
- 傑米·凱斯[1]
- 丹尼爾·布萊恩[1]
- 洛克·羅賓森（英语：Luke Robinson (wrestler)）[14]
- 傑利·勞勒[14]
- 寇帝·羅茲[15][16]
- 戴密恩·山鐸[15][16]

### 進場樂
- "You Can Look (But You Can't Touch)" - Kim Sozzi（英语：Kim Sozzi） & Jim Johnston（英语：Jim Johnston (composer)）[17][18]

## 冠軍及成就

### 世界摔角娛樂
- WWE麗人冠軍（兩次；碧一次，妮基兩次）[19]